# فريد تشادويك
فريدريك وليام تشادويك (8 سبتمبر 1913 - 18 سبتمبر 1987) كان لاعب كرة قدم إنجليزي محترف لعب في دوري كرة القدم لمقاطعة نيوبورت، إبسويتش تاون وبريستول روفرز كمهاجم مركزي.